# Asplenium trichomanes subsp. pachyrachis
Asplenium trichomanes subsp. pachyrachis is een zeldzame rotsvaren uit de streepvarenfamilie (Aspleniaceae).
Het is een ondersoort van de steenbreekvaren (Asplenium trichomanes) die vooral voorkomt op overhangende rotswanden. De plant is verspreid over heel Europa, maar komt slechts zeer plaatselijk voor, onder meer in België en Luxemburg.

## Naamgeving enetymologie
- Synoniem: Asplenium csikii Kümmerle & Andras.
- Engels: Lobed Maidenhair Spleenwort

De botanische naam Asplenium is afgeleid van Oudgrieks ἄσπληνον, asplēnon (miltkruid). De soortaanduiding trichomanes is eveneens van het Oudgriekse thrix (zacht) en manes (beker). De ondersoortaanduiding pachyrachis verwijst naar pachus (dik) en rhachis (wervel, rib, richel).

## Kenmerken

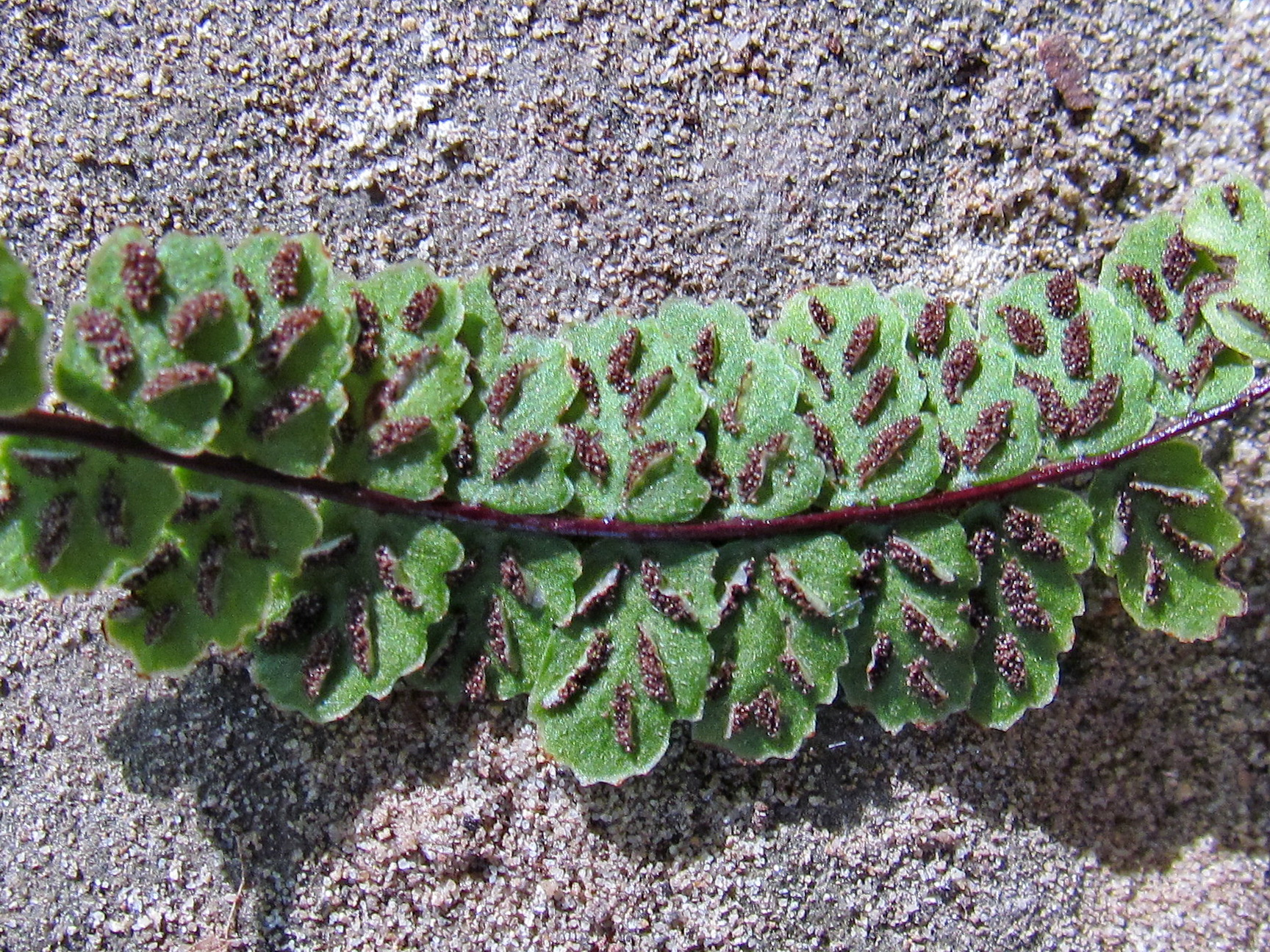
Sporenhoopjes op de onderkant van het blad

A. trichomanes subsp. pachyrachis is een kleine, altijdgroene terrestrische varen (hemikryptofyt) met in bundels geplaatste, S-vormige of gekromde bladstelen en in een bladrozet staande, tot 12 cm lange, eenmaal geveerde bladen. De bladrozetten zijn tegen de rotswand aangedrukt en geven de plant daardoor het aanzicht van een zeester.
De bladslipjes zijn bleek blauwgroen, tot 7 mm lang, halfcircelvormig tot afgerond driehoekig, dicht opeen geplaatst, meestal elkaar rakend of overlappend. De bladranden zijn kleurloos en getand of gezaagd. Op de onderzijde van de blaadjes staan kleine, beklierde haren.
De sporenhoopjes zijn streepvormig en liggen langs de nerven aan de onderzijde van het blad. De sporen zijn rijp van mei tot oktober.
Het is een tetraploïde plant, 2n = 144.

## Habitat

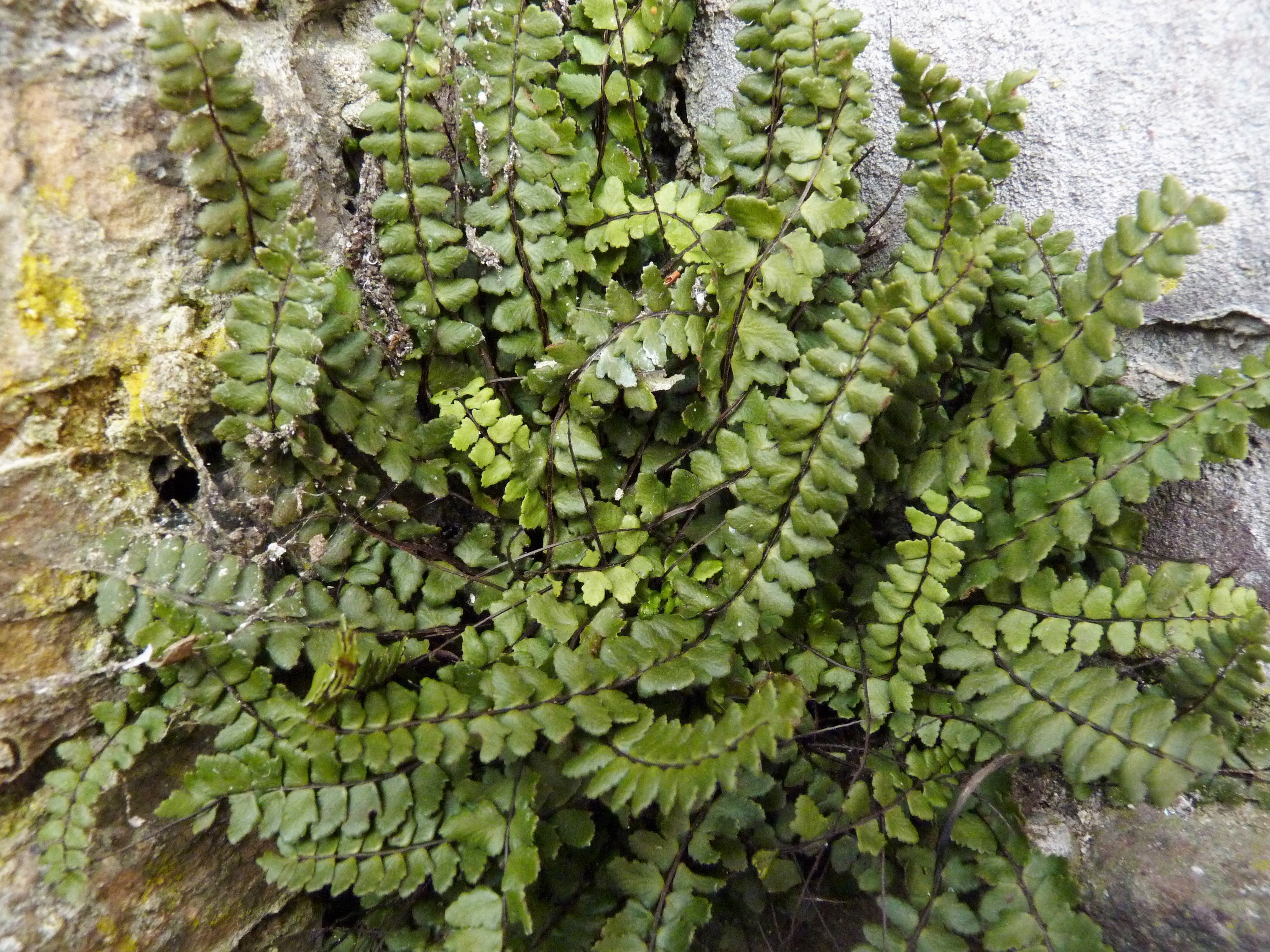
De varen op een muur van een begraafplaats in Rijen

De varen komt voor in montane gebieden, op kalksteen, dolomiet en (kalkrijke) zandsteenrotsen op beschaduwde, niet te vochtige plaatsen, vaak op verticale of overhangende rotsen, in nauwe kloven en ook op zandsteenmuren. Op geschikte plaatsen kunnen zijn grote kolonies vormen van meerdere tientallen planten.
In België en Luxemburg wordt de plant voornamelijk op zandsteen gevonden, elders in Europa (onder meer in Groot-Brittannië) zou de plant dan weer meer voorkomen op kalksteen.
Sinds 2016 is de ondersoort op drie locaties in Nederland bekend. Dit is de derde ondersoort van steenbreekvaren in Nederland, naast de algemeen voorkomende subsp. quadrivalens en de zeldzame subsp. trichomanes.

## Verspreiding en voorkomen
De varen is wijd verspreid over heel Europa, voornamelijk in het zuiden, van Spanje tot in Griekenland, naar het noorden toe tot in Groot-Brittannië. Desondanks is de varen zeldzaam tot zeer zeldzaam en slechts plaatselijk voorkomend.
In het Groothertogdom Luxemburg is de varen bekend van het Mullerthal, een streek met overwegend zandsteen. In België zijn er vindplaatsen in het Ravin du Colébi in de provincie Namen. Sinds 2016 komt hij ook in Nederland op een aantal plaatsen voor.

## Verwante en gelijkende soorten
Verwarring is mogelijk met de gewone steenbreekvaren (A. t. subsp. trichomanes) en met andere ondersoorten van deze varen. A. t. subsp. pachyrachis is meestal kleiner, met een dichter bebladerde bladsteel en blekere, blauwgroene blaadjes, met een kleurloze, getande bladrand. Het opvallende zeester-achtige uiterlijk is dikwijls al van ver herkenbaar. Verder heeft de varen op zijn karakteristieke habitat, overhangende rotswanden en rotskloven, zelden concurrentie.
... · 
A. adiantum-nigrum (Zwartsteel) · 
A. adulterinum · 
A. aethiopicum · 
A. ×alternifolium · 
A. anceps · 
A. aureum · 
A. azoricum · 
A. billotii (Lancetvormige streepvaren) · 
A. bulbiferum · 
A. ceterach (Schubvaren) · 
A. cuneifolium · 
A. filare · 
A. fissum · 
A. fontanum (Genaalde streepvaren) · 
A. foreziense (Forez-streepvaren) · 
A. hemionitis · 
A. jahandiezii · 
A. lepidum · 
A. lolegnamense · 
A. majoricum · 
A. marinum (Zeestreepvaren) · 
A. nidus (Nestvaren) · 
A. obovatum · 
A. octoploideum · 
A. onopteris · 
A. petrarchae · 
A. ruta-muraria (Muurvaren) · 
A. scolopendrium (Tongvaren) · 
A. seelosii · 
A. septentrionale (Noordse streepvaren) · 
A. trichomanes (Steenbreekvaren) · 
A. trichomanes subsp. coriaceifolium · 
A. trichomanes subsp. pachyrachis · 
A. trichomanes subsp. quadrivalens · 
A. trichomanes subsp. trichomanes · 
A. viride (Groensteel) · 
A. viviparum · 
...